# John Elbridge Hines
John Elbridge Hines (* 3. Oktober 1910; † 19. Juli 1997) war ein US-amerikanischer Theologe und anglikanischer Geistlicher. Von 1955 bis 1964 war er Bischof der Episcopal Diocese of Texas und anschließend von 1965 bis 1974 Presiding Bishop und damit Primas der Episkopalkirche der Vereinigten Staaten von Amerika.

## Leben
Hines wuchs in Seneca, South Carolina auf. Er war mit Helen Hines († 1996) verheiratet. Das Ehepaar hatte vier Söhne und eine Tochter.

## Ausbildung und Beruf
Hines studierte an der University of the South und machte seinen Abschluss am theologischen Seminar in Alexandria, Virginia. 1945 wurde er durch Henry St. George Tucker sowie Clinton Simon Quin und Karl Morgan Block zum Bischof geweiht. Er wirkte bis 1955 als Koadjutor im Bistum Texas. 